# محمد العتيبي (لاعب كرة قدم مواليد 1993)
محمد نايف القثامي العتيبي (بالإنجليزية: Mohammed Naif Al-Qathami Al-Otaibi)‏؛ مواليد 11 أكتوبر 1995 في مكة، السعودية، هو لاعب كرة قدم سعودي يلعب لنادي أحد.

## مسيرى اللاعب
لعب سابقاً في نادي الوحدة ونادي الباطن ونادي أحد ونادي هجر ونادي الشعلة ونادي العلا.

## روابط خارجية
- محمد القثامي على موقع كووورة